# Томашів
Тома́шів (пол. Tomaszów Lubelski, Томашів-Любельський) — місто у східній Польщі, над річкою Солокія. Адміністративний центр Томашівського повіту Люблінського воєводства.

## Галерея

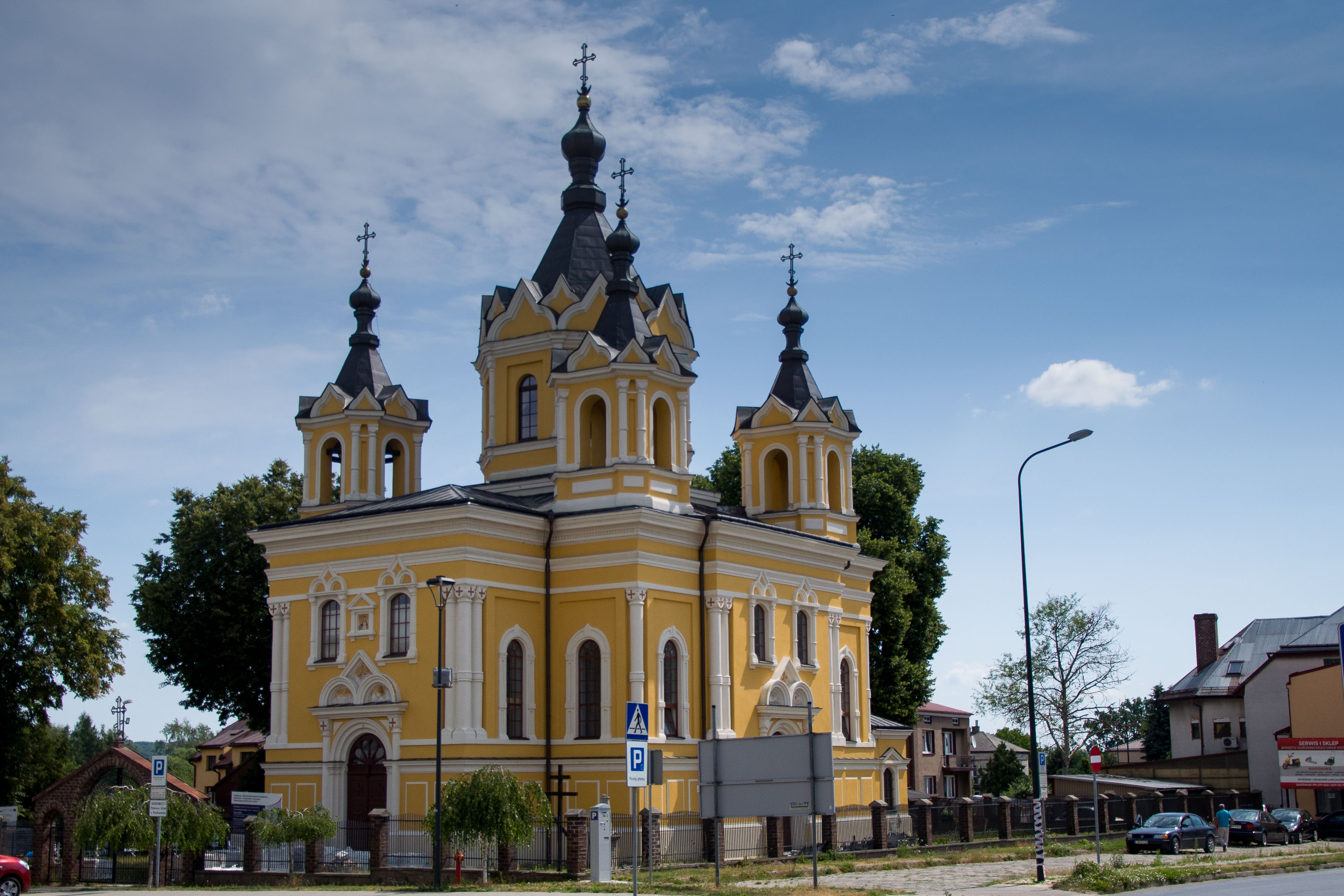
Польська православна церква - (Православ'я в Польщі)
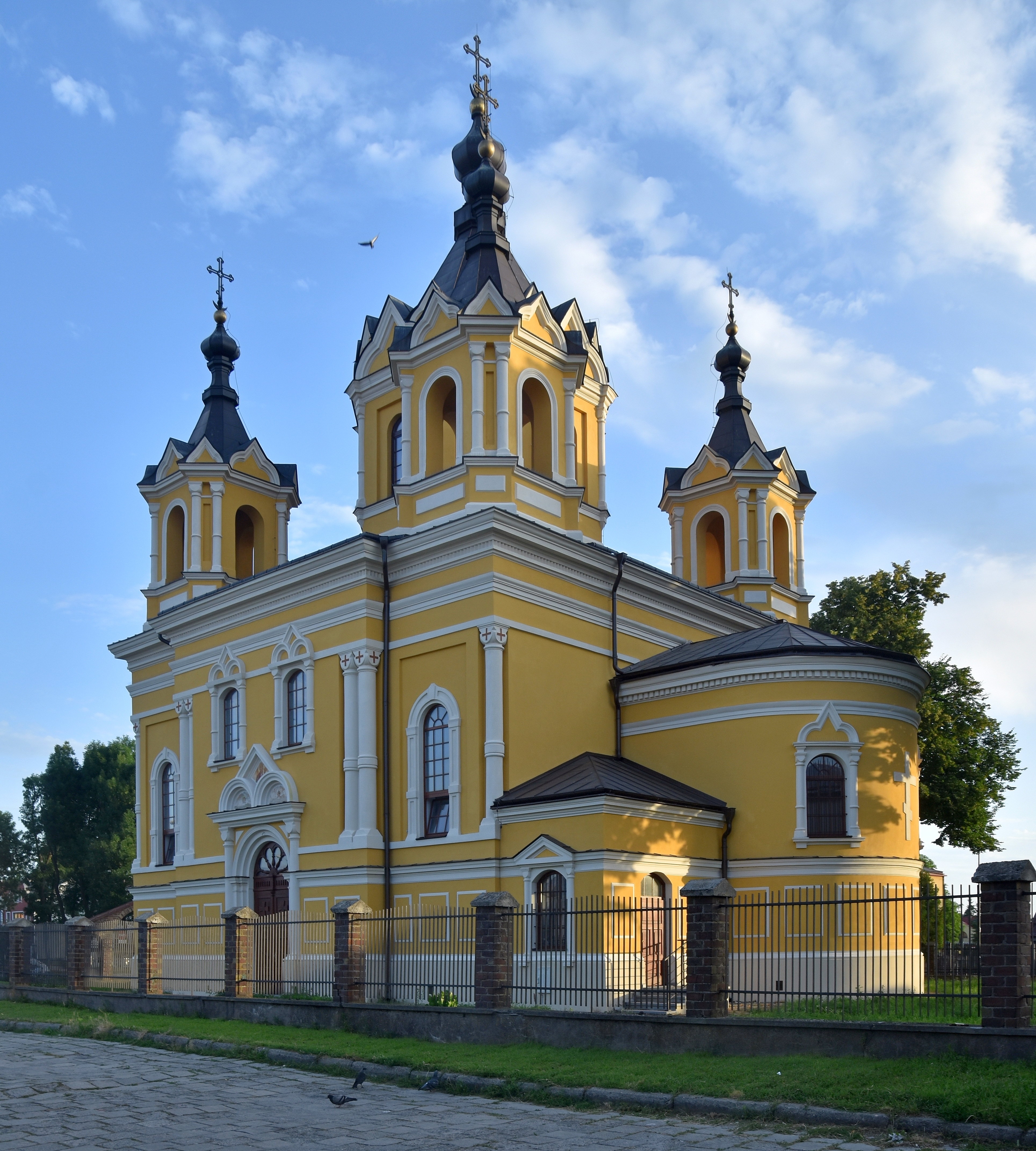
Православна церква
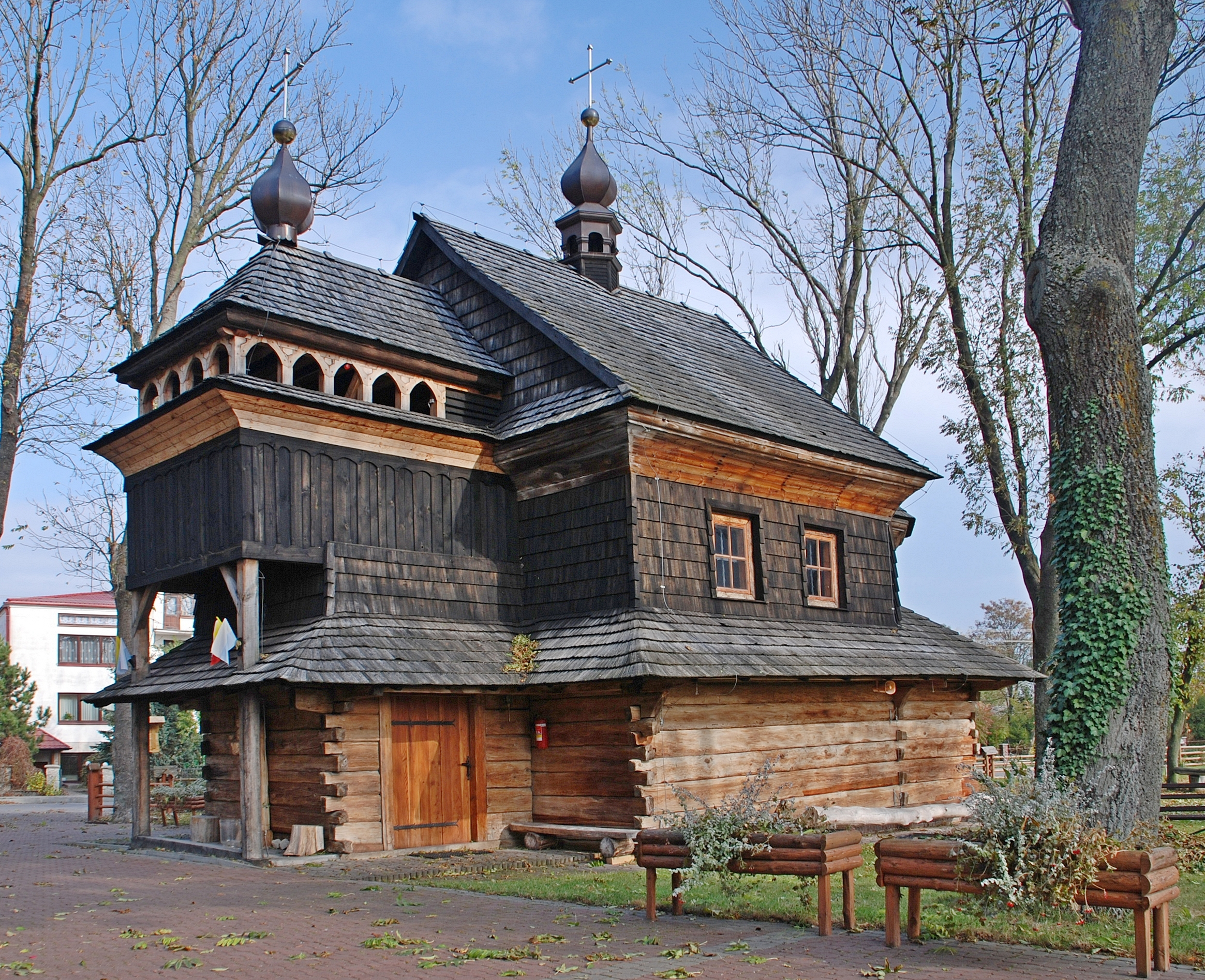
Ярчів - Церква - (Ревіндикація)

## Назва
Давніше був відомий як Томашів Ординацький (пол. Tomaszów Ordynacki).                                                                                                

## Положення
Лежить на південній Холмщині, над річкою Солокія на Розточчі.

## Історія
Місто засноване в 1590 році Яном Замойським. У XVII столітті вперше згадується греко-католицька парафіяльна церква святого Юрія.
1649 року під час повстання під проводом Богдана Хмельницького містом заволоділо козацьке військо.
1872 року місцева греко-католицька парафія налічувала 1211 вірян. 1890 року в місті зведено муровану православну церкву святого Миколая.
1 квітня 1929 року межі міста Томашів розширені за рахунок приєднання села Пасічне з млином Пасічне і млинським селищем Малки з гмін Пасіки та села Шнури з ґміни Майдан-Горішній Томашівського повіту Люблінського воєводства, а 1 квітня 1936 року — фільварку Рогізно з громади Рогізно гміни Пасіки і фільварку Лящівка № 2 з громади села Лящівка сільської ґміни Майдан Горішній.

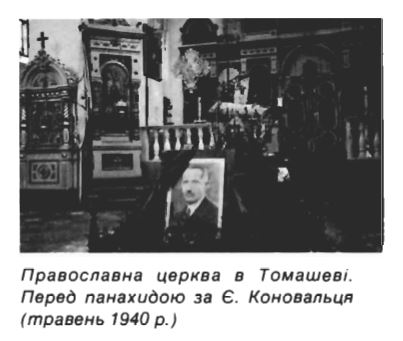
Панахида за Євгена Коновальця у Томашеві (1940)

1 листопада 1939 року українська молодь міста відзначила річницю Листопадового Зриву. У листопаді 1939 року в Томашеві почав діяти відділ УЦК під керівництвом отця Миколи Малюжинського. 31 грудня 1939 року в місті заснували український Повітовий союз кооператив, директором якого був Іван Богачевський. Українську школу в Томашеві організував у 1940 році вчитель Хмель (Хміль) у парафіяльному будинку. У червні 1940 року при школі започаткували курс виховательок дитячих садків за участю 15 дівчат. З 1 по 31 грудня 1940 року в місті діяли кооперативно-освітні курси української молоді повіту, які закінчили 44 випускники.
У 1940 році у Томашеві відбулася панахида за головою ОУН Євгеном Коновальцем.

## Населення
У минулому лежав на українсько-польському етнічному прикордонні.
За даними етнографічної експедиції 1869—1870 років під керівництвом Павла Чубинського, у місті переважно проживали римо-католики, але населення здебільшого розмовляло українською мовою.
Станом на 1931 рік у місті налічувалося 10 400 мешканців, з них українців — 680 осіб (6,3 %), євреїв — 54,3 %, поляків — 38,1 %.
У 1946—1947 роках майже всіх українців виселено з міста у рамках радянсько-польського обміну населенням і під час операції «Вісла».
Демографічна структура станом на 31 березня 2011 року:
|          | Загалом | Допрацездатний вік | Працездатний вік | Постпрацездатний вік |
| -------- | ------- | ------------------ | ---------------- | -------------------- |
| Чоловіки | 9770    | 1908               | 6928             | 934                  |
| Жінки    | 10748   | 1814               | 6599             | 2335                 |
| Разом    | 20518   | 3722               | 13527            | 3269                 |

## Культура
Географічно Томашів розташований неподалік від кордону з Львівською областю України, проте через те, що до початку ХХ століття місто належало до Російської імперії, його архітектура виразно відрізняється від навколишніх міст Східної Галичини.
Пам'ятки:
- Церква святого Миколая — мурована православна парафіяльна церква 1890 року, чинна[2].
- Греко-католицька плебанія — мурована плебанія першої половини XIX століття, з 1875 року діяла як православна, нині нечинна[2].

## Міста-побратими
- Кременець, Тернопільська область, Україна
- Солонка, Львівська область, Україна

## Особистості

### Народилися
- Стефан Дарда (1972) — польський письменник-фантаст та автор горору.
- Антон Лютницький (1884—1942) — український метеоролог та етнограф.
- Йоанна Пакула (1957) — американська та польська акторка театру та кіно.

## Галерея

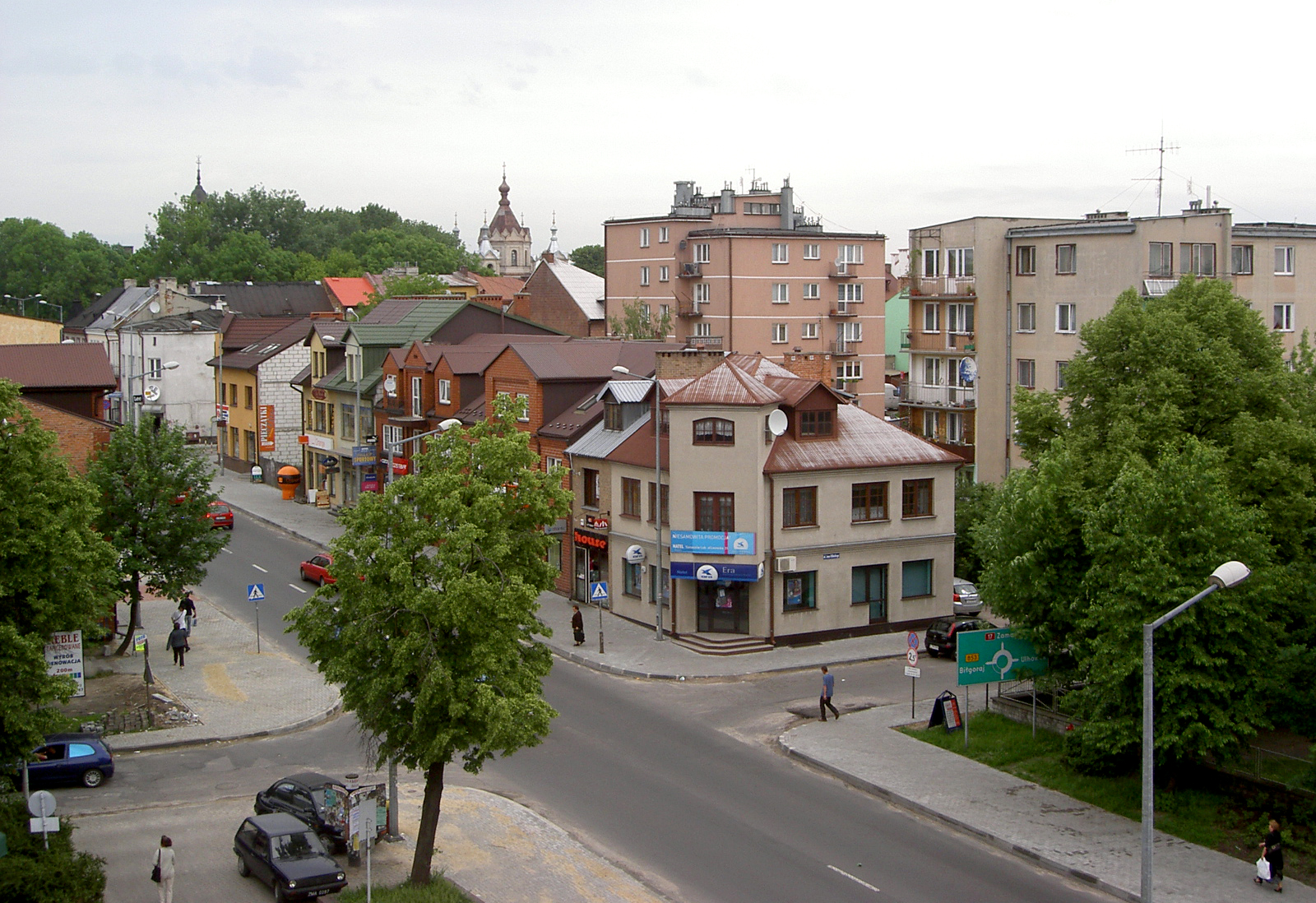
У центрі міста видно бані церков у «російськім стилі»
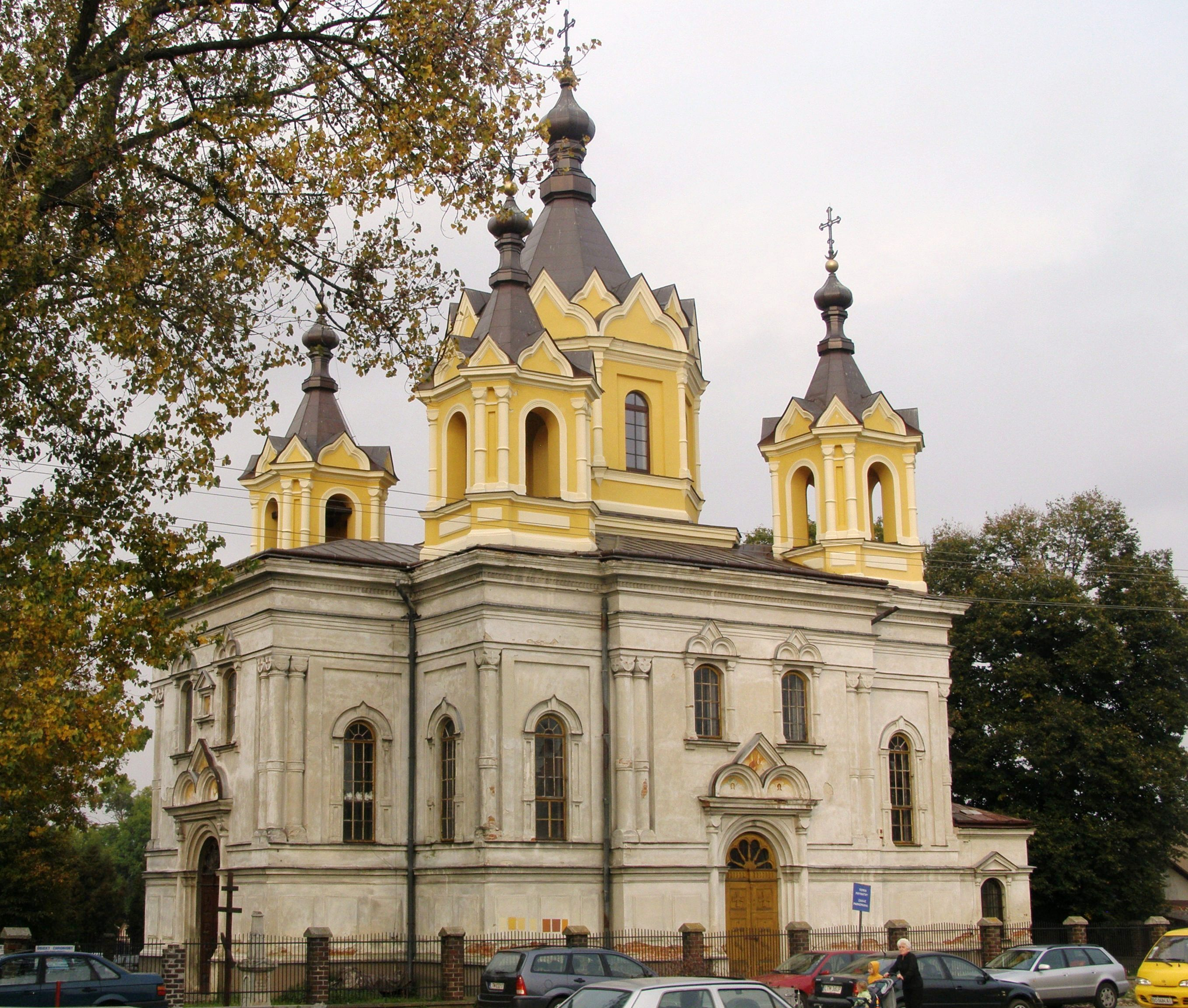
Православна церква святого Миколая Чудотворця
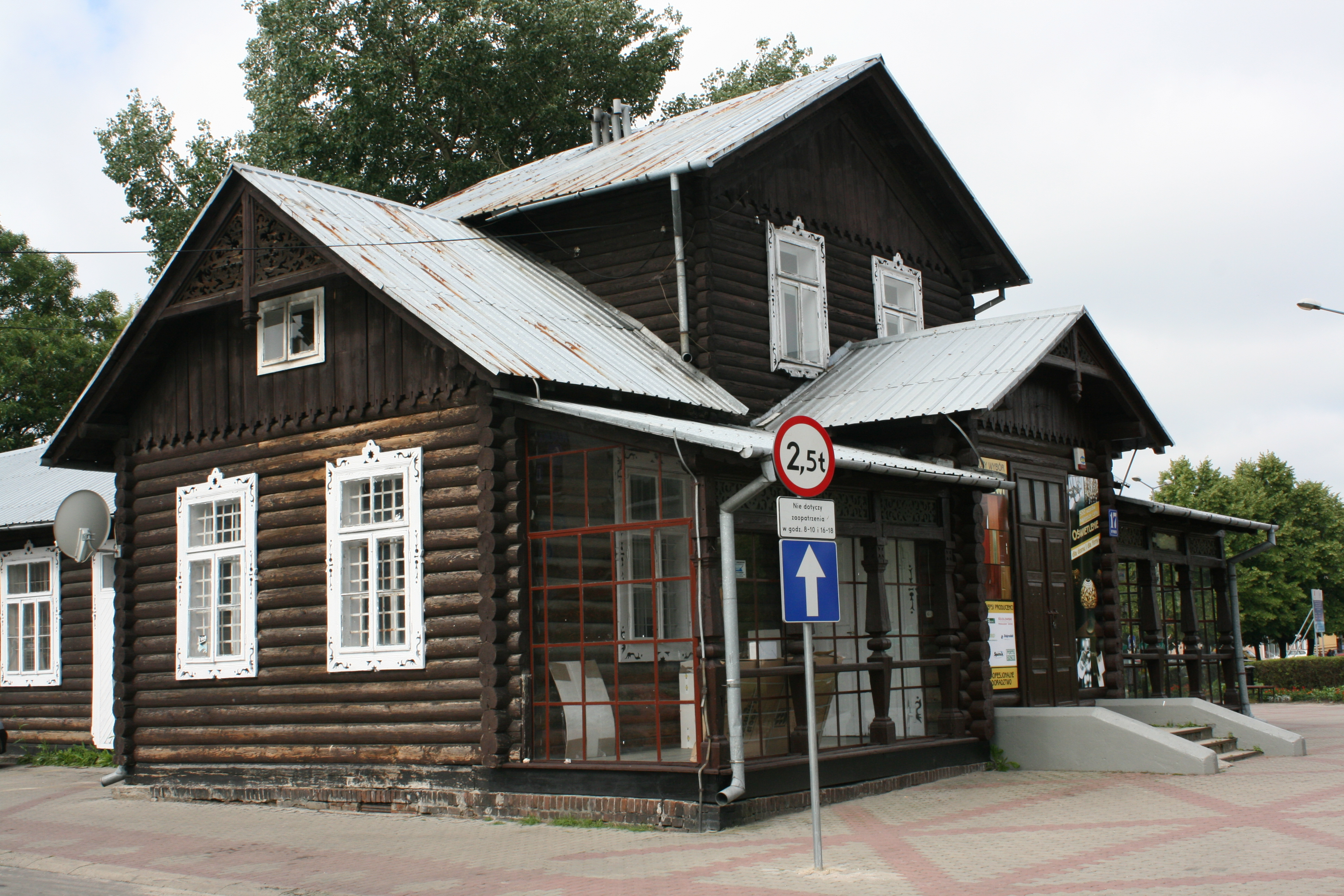
Так звана «Чайна»
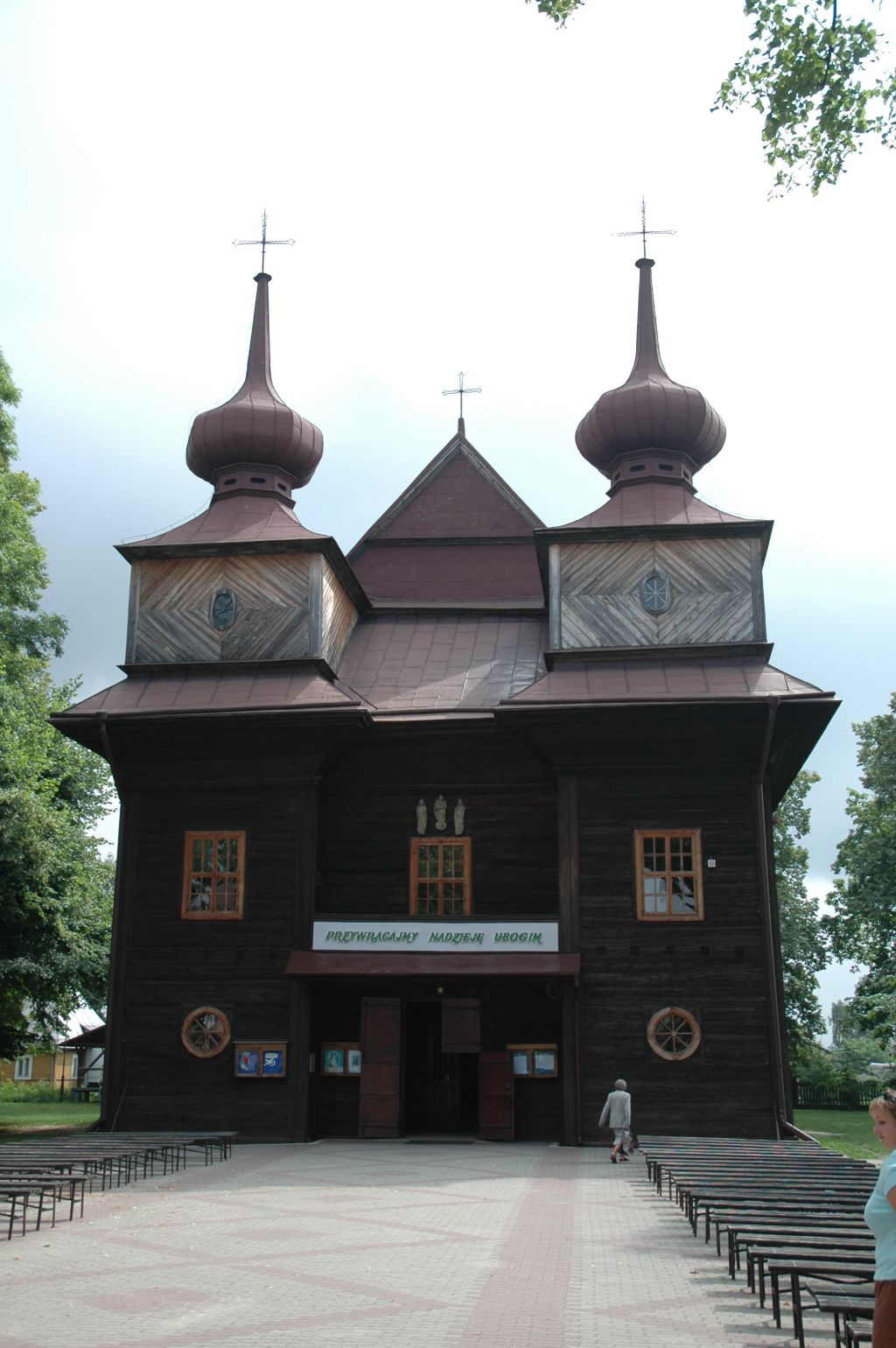
Дерев'яний костел
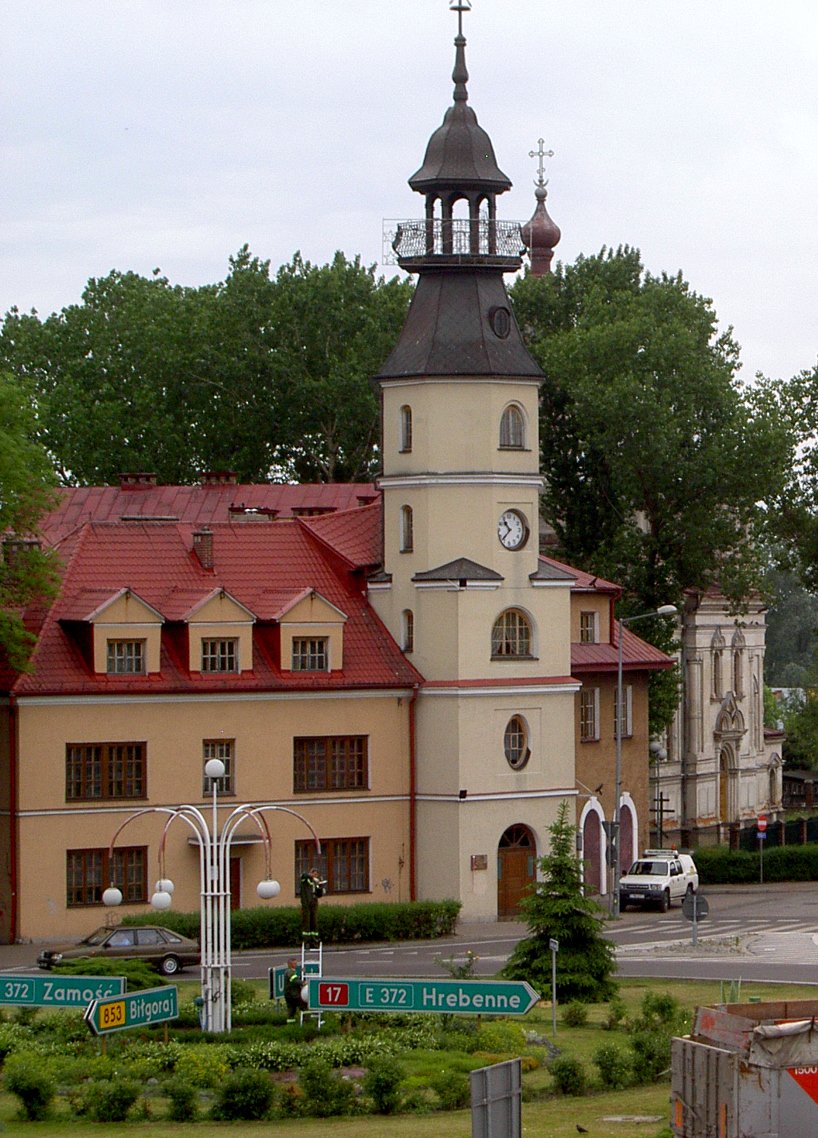
Колишня пожежна каланча